# Giovanni I Natoli de Sperlinga
Giovanni Natoli, príncipe de Sperlinga, Giovanni Forti Natoli o Gianforte Natoli fue un noble siciliano, hijo de Blasco Natoli Lanza y Domenica Giambruno Perna. Fue barón de San Bartolomeo y Belice. El 20 de agosto de 1597 compró la baronía de Sperlinga a Giovanni Ventimiglia, marqués de Gerace,: 453  por 30.834 onzas de oro.: 542  Natoli recibió una licentia populandi cum privilegium aedificandi ("licencia para poblar y construir") del rey de Sicilia, Felipe II de España. En 1627 fue nombrado príncipe de Sperlinga por Felipe IV de España.: 453 
Natoli se casó dos veces: primero con Maria Cottone Aragona, hija de Stefano, conde de Bauso; y segundo, a Melchiora Orioles Moncada, hija de Orazio, barón de San Pietro di Patti. Con este último tuvo un hijo, Francesco Natoli.: 453 
Giovanni Natoli murió el 15 de julio de 1633.: 84 